# Mayra Andrade
Mayra Andrade (L'Avana, 13 febbraio 1985) è una cantante capoverdiana che dal 2015 vive e lavora a Lisbona.

## Discografia

### Album
- 2006 - Navega
- 2009 - Storia, storia
- 2010 - Studio 105
- 2013 - Lovely difficult
- 2019 - Manga